# Gmina Pawonków
Die Gmina Pawonków ist eine Landgemeinde im Powiat Lubliniecki der Woiwodschaft Schlesien in Polen. Verwaltungssitz ist das gleichnamige Dorf (deutsch Pawonkau) mit etwa 1500 Einwohnern.

## Geographie
Die Gemeinde liegt im Nordwesten der Woiwodschaft und grenzt an die Woiwodschaft Opole. Częstochowa (Tschenstochau) liegt etwa 40 Kilometer nordöstlich. Nachbargemeinden sind die Kreisstadt Lubliniec (Lublinitz) im Osten sowie die Gemeinden Dobrodzień/Guttentag, Kochanowice, Krupski Młyn und Zawadzkie.

## Geschichte
Die Landgemeinde wurde 1973 aus Gromadas wieder gebildet. Sie kam 1975 von der Woiwodschaft Katowice zur Woiwodschaft Częstochowa, der Powiat wurde aufgelöst. Zum 1. Januar 1999 kam die Landgemeinde zur Woiwodschaft Schlesien und wieder zum Powiat Lubliniecki.
Nach der der Volksabstimmung in Oberschlesien im März 1921 verlief die deutsch-polnische Grenze durch das Gemeindegebiet. Die Dörfer Gwosdzian (Nagelschmieden), Klein-Lagiewnik (Hedwigsruh), Koschwitz (Heidehammer) und Skrzidlowitz (Flügeldorf) blieben in der Weimarer Republik und erhielten von 1936 bis 1945 neue amtliche Namen.

## Gliederung
Zur Landgemeinde Pawonków gehören zehn Dörfer mit einem Schulzenamt
Draliny (Dralin)
Gwoździany (Gwosdzian)
Koszwice (Koschwitz)
Kośmidry (Koschmieder)
Łagiewniki Małe (Klein-Lagiewnik)
Łagiewniki Wielkie (Groß-Lagiewnik)
Lisowice (Lissowitz)
Pawonków (Pawonkau)
Skrzydłowice (Skrzidlowitz)
Solarnia (Sollarnia)
Weitere Orte sind der Ortsteil Lipie Śląskie (Lipie) von Lisowice und der Weiler Gajówka Dziewcza Góra.

## Politik

### Gemeindevorsteher
An der Spitze der Verwaltung steht der Gemeindevorsteher. Seit 2002 war dies Henryk Antoni Swoboda. Bei der turnusmäßigen Wahl im April 2024 gab es folgendes Resultat:
- Joanna Wons-Kleta (Wahlkomitee „Gemeinde Pawonków“) 52,0 % der Stimmen
- Mikołaj Naczyński (Wahlkomitee Mikołaj Naczyński) 24,2 % der Stimmen
- Marek Jarkiewicz (Wahlkomitee „Gemeinsam für die Gemeinde Pawonków“) 23,7 % der Stimmen

Damit wurde Amtsinhaberin Joanna Wons-Kleta bereits im ersten Wahlgang wiedergewählt.
Die turnusmäßige Wahl im Oktober 2018 führte zu folgendem Ergebnis:
- Joanna Wons-Kleta (Wahlkomitee „Gemeinde Pawonków“) 54,1 % der Stimmen
- Henryk Antoni Swoboda (Wahlkomitee Henryk Antoni Swoboda) 45,9 % der Stimmen

Damit wurde Wons-Kleta bereits im ersten Wahlgang zur neuen Gemeindevorsteherin gewählt.

### Gemeinderat
Der Gemeinderat von Pawonków besteht aus 15 Mitgliedern, die in Einzelwahlkreisen gewählt werden. Bei der Wahl 2024 wurde folgendes Ergebnis ermittelt:
- Wahlkomitee „Gemeinde Pawonków“ 42,9 % der Stimmen, 8 Sitze
- Wahlkomitee „Gemeinsam für die Gemeinde Pawonków“ 33,6 % der Stimmen, 4 Sitze
- Wahlkomitee Mikołaj Naczyński 23,5 % der Stimmen, 3 Sitze

Die Wahl 2018 führte zu folgendem Ergebnis:
- Wahlkomitee „Gemeinde Pawonków“ 44,1 % der Stimmen, 7 Sitze
- Wahlkomitee Henryk Antoni Swoboda 42,8 % der Stimmen, 7 Sitze
- Wahlkomitee „Gemeinsam für die Gemeinde Pawonków“ 13,1 % der Stimmen, 1 Sitz

## Verkehr
Bahnhöfe bestanden in Pawonków und Lisowice an der Bahnstrecke Kielce–Fosowskie, die im Personenverkehr nicht mehr bedient wird.